# شصت و شش (فیلم)
شصت و شش (انگلیسی: Sixty Six) فیلمی در ژانر کمدی-درام به کارگردانی پل ویلند است که در سال ۲۰۰۶ منتشر شد. از بازیگران آن می‌توان به هلنا بونهام کارتر، ادی مارسن، استیون ری، و کاترین تیت اشاره کرد.